# Резкова, Милослава
Ми́лослава Хюбнерова-Ре́зкова (чеш. Miloslava Hübnerová-Rezková; 22 июля 1950, Прага, Чехословакия — 19 октября 2014, Прага, Чехия) — чехословацкая прыгунья в высоту, чемпионка летних Олимпийских игр в Мехико (1968).

## Спортивная карьера
Вместе со своей сестрой она выросла в Холешовицах. С детства они занимались балетом и художественной гимнастикой. В легкую атлетику будущая чемпионка пришла случайно, заменив заболевшую одноклассницу на соревнованиях по прыжкам в высоту и сразу одержав победу. При этом её рост на тот момент составлял всего 1,69 см, только к двадцати годам он стал 1,73 см, что также крайне мало для прыгуний в высоту. Кроме того, спортсменка страдала от близорукости (3 диоптрии), снимая очки перед прыжком, она видела размытый силуэт планки.
В 1968 г. в городе Яблонец-над-Нисой стала чемпионкой ЧССР с результатом 1,82 см, имея на начало года результат 1,68 см. По совету своего тренера Рудольфа Хюбнера, чтобы не позволить себе излишнего волнения во время летней Олимпиады в Мехико (1968) спортсменка совмещала тренировки с чтением книги Джерома К. Джерома «Трое в лодке, не считая собаки». В результате, взяв с третьей попытки планку на высоте 1,82 м, стала олимпийской чемпионкой.
Являлась четырехкратной чемпионкой Чехословацкой ССР (1968, 1969, 1972 и 1974). Чемпионка Европы 1969 года с результатом 1,83 м. На летних Олимпийских играх в Мюнхене (1972) заняла 15-е место. На чемпионатах Европы в Хельсинки (1971) и Риме (1974) занимала 5-е место.
Спортсменка года в Чехословакии 1969 года.
Последний раз вышла в прыжковый сектор на соревнованиях в Таллинне в 1977 г.